# Jastrzębie-Zdrój
Jastrzębie-Zdrój ([jasˈtʂɛmbʲɛ ˈzdruj]ⓘ (del silesio: Jastrzymbje-Zdrůj) es una ciudad de Polonia, situada en el sur de este país, en el voivodato de Silesia. Tiene una población estimada, a fines de 2020, de 88.038 habitantes.
Se encuentra a 370 km de distancia de Varsovia, la capital de Polonia. El lugar destacado de la ciudad es el parque "Zdrojowy", en el que hay monumentos y diferentes tipos de árboles, de toda Polonia. Es la parte más antigua de la ciudad.

## Historia

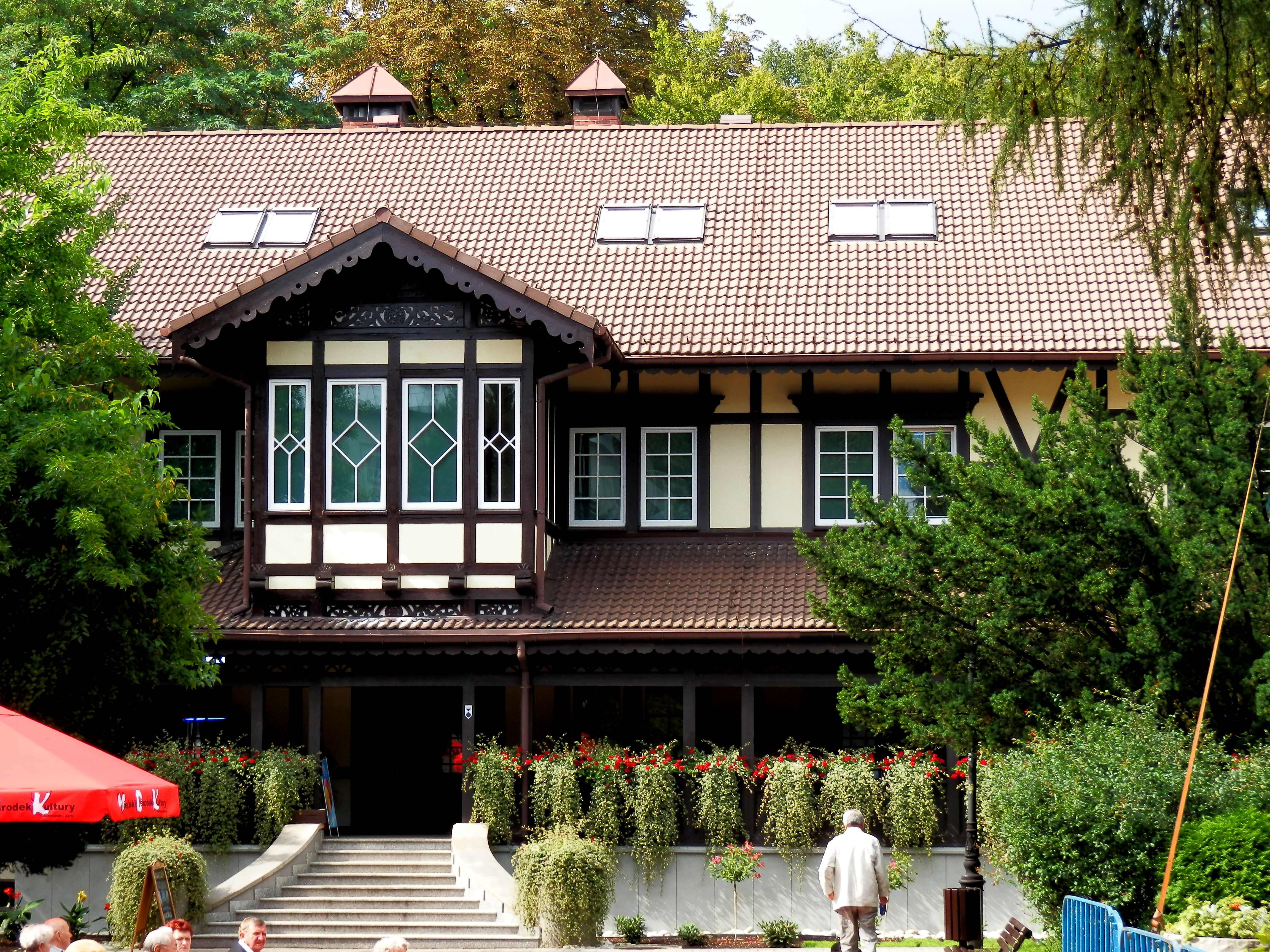
Casa de baños en Jastrzębie-Zdrój

El nombre de una parte de la ciudad (Boża Góra) fue mencionado por primera vez en los libros antiguos encontrados en los terrenos donde está situada la ciudad, en 1305. El nombre de Hermannsdorf (primer nombre oficial) había sido mencionado en otros documentos de 1376, 1391 y 1447. El verdadero desarrollo de la ciudad llegó con el descubrimiento de "solanca", el agua mineral que se compone de muchos iones de sodio, en 1859.
El año más importante en la historia de la ciudad es 1861, cuando se encontró unas fuentes de agua pura y limpia, que se aprovechó para construir importantes centros de salud. Sin embargo Jastrzębie-Zdrój como ciudad empezó a existir en 1963, cuando había recibido los derechos urbanos. El gran final de los centros de salud había llegado en el momento en el que se planteó construir minas de carbono en la década de 1960. En aquellos momentos el número de habitantes se duplicó, ya que se construyeron 5 minas y se crearon muchos puestos de trabajo.

## Situación geográfica
Jastrzębie-Zdrój se encuentra situado en la región polaca de Silesia, cerca de la frontera con la República Checa. La superficie de la ciudad es de alrededor de unos 85 km². La división administrativa de la ciudad se compone de 9 partes:
- Cisówka
- Szeroka
- Borynia
- Bzie
- Moszczenica
- Skrzeczkowice
- Ruptawa
- Jastrzębie Górne
- Jastrzębie Dolne

## Nombre
El nombre de la localidad ha ido cambiando su nombre con el paso del tiempo. A partir del siglo XIV la ciudad era llamada Hermannsdof, después Jaskczambie, Giastrzabie. En el siglo XV Jastrzembia, Jastrzembie en el XVII. En 1862 pasó a llamarse Bad Königsdorf-Jastrzemb. Durante la ocupación nazi (1939-1945) el nombre oficial era Bad Königsdorf. Desde entonces se llama Jastrzębie-Zdrój.

## Escudo
El escudo de la ciudad fue creado por Szymon Kobyliński. Representa a un azor negro con una gota de agua en el fondo verde, martillo y piqueta. El azor tiene su origen en la leyenda de un caballero negro, la gota refleja la sanidad de los centros de salud y el martillo con piqueta son símbolos de trabajo minero. El color verde simboliza la gran cantidad de vegetación presente en la ciudad.

## Ciudades hermanadas
- Karviná - República Checa
- Havírov - República Checa
- Tourcoing - Francia